# Sankeshwar
Sankeshwar é um cidade no distrito de Belgaum, no estado indiano de Karnataka.

## Geografia
Sankeshwar está localizada a 16° 16′ N, 74° 29′ L. Tem uma altitude média de 638 metros (2093 pés).

## Demografia
Segundo o censo de 2001, Sankeshwar tinha uma população de 32 511 habitantes. Os indivíduos do sexo masculino constituem 51% da população e os do sexo feminino 49%. Sankeshwar tem uma taxa de literacia de 67%, superior à média nacional de 59,5%: a literacia no sexo masculino é de 75% e no sexo feminino é de 59%. Em Sankeshwar, 13% da população está abaixo dos 6 anos de idade.